# 何植
何植（？—？），丹楊郡（郡治在今安徽宣城）人。東吳司徒。其父何遂，是東吳軍中的騎兵，其姊何姬為孫和之妻、孫皓之母。其侄何都长得和孙皓很像。

## 生平
以何太后三弟、孫皓的舅父身份，和孫皓一起長大，所以關係密切，如同孫皓之兄長般。何氏一族靠著何太后的地位，在吳國末年可說是雞犬升天，權傾東吳。何植的哥哥何洪封永平侯，何蒋封溧阳侯。
凤皇三年（274年），临海太守奚熙写信给会稽太守郭诞非议国政。孙皓遣三郡督何植收捕奚熙，奚熙发兵自卫，断绝海道，被部曲杀死传首建业，夷三族。
天紀三年（279年），郭馬作亂，東吳以軍師張悌為丞相，牛渚都督何植為司徒，封執金吾滕修為廣州牧，率萬人從東道征討郭馬。同年，晉攻吳。何植、建威將軍孫晏等紛紛投降，晉軍長驅直進，吳主孫皓見大勢去矣，在写信给何植表示自责后投降。